# Choralmesse (Gregorianik)

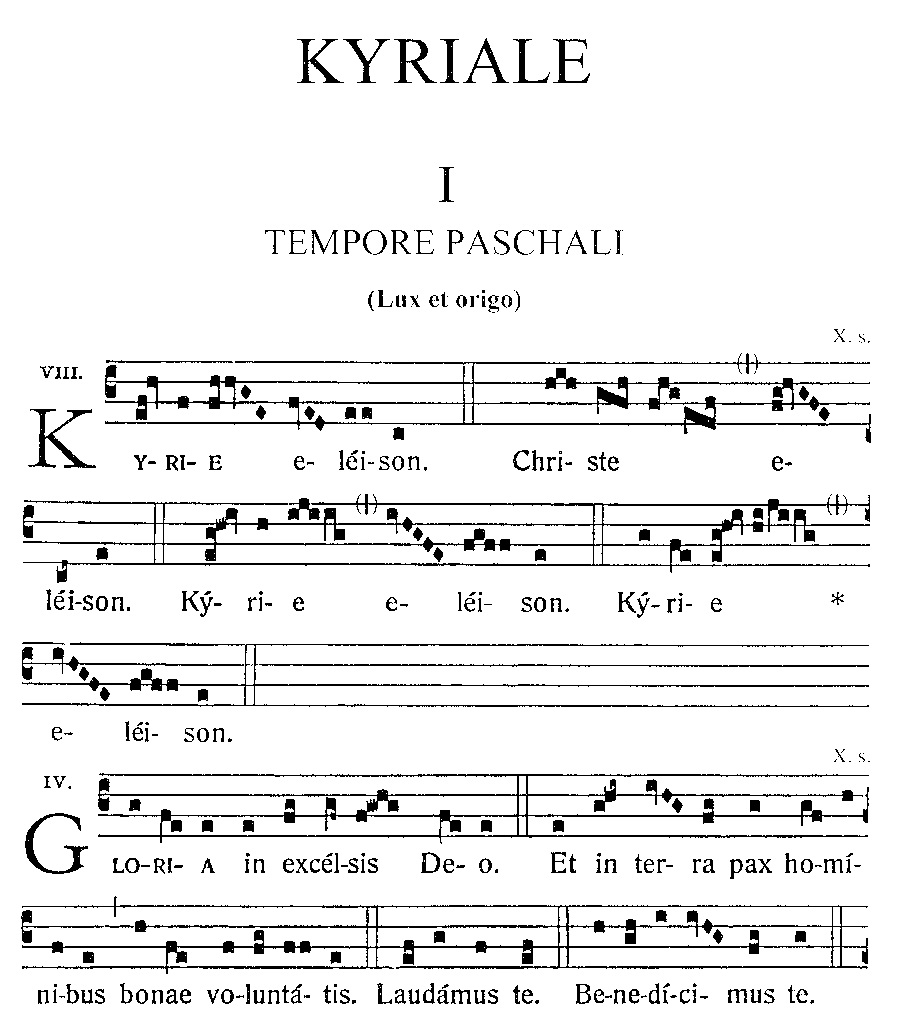
Beginn der I. Choralmesse im Graduale Novum

Eine Choralmesse ist  ein Zyklus der Ordinariumsgesänge der heiligen Messe im Gregorianischen Choral. Der Begriff hat sich im Deutschen eingebürgert und wird auch im Gotteslob verwendet, die lateinischen Choralbücher nummerieren die Ordinariumsreihen mit römischen Zahlen (Ordinarium I. bis Ordinarium XVIII.)

## Aufbau und Charakteristik
Die einzelnen Reihen stehen in verschiedenen Kirchentonarten. Sie variieren im Grad der Feierlichkeit und sind für verschiedene Feste und Anlässe im Kirchenjahr gedacht. Das Kyrie hat einen lateinischen Titel, nach dem manchmal die ganze Choralmesse benannt ist. Diese Bezeichnungen gehen auf die Textanfänge von Tropen zurück, textlichen Erweiterungen der Kyrie-Melodien, die im Mittelalter entstanden und vom Konzil von Trient wieder aus den liturgischen Texten entfernt wurden.
Zur Choralmesse gehören folgende Teile:
1. Kyrie; einige Messreihen enthalten zwei oder drei Kyrie-Melodien zur Auswahl.
2. Gloria – Choralmessen für Werktage und Sonntage in der Advents- und Fastenzeit enthalten kein Gloria.
3. Sanctus
4. Agnus Dei
5. Ite, missa est bzw. Benedicamus Domino.

Die Melodie von Ite, missa est und Benedicamus Domino ist jeweils identisch mit der Melodie des Kyrie.

## Übersicht über die 18 Messreihen
|        | Graduale Romanum 1908                                                                       | Name                                             | Kyriale deutsch 1911                                    | Graduale Novum (2011)                                                                                             | Teile                                                   | Gotteslob                                                         |
| ------ | ------------------------------------------------------------------------------------------- | ------------------------------------------------ | ------------------------------------------------------- | --- | ------------------------------------------------------- | ----------------------------------------------------------------- |
| I.     | Tempore Paschali                                                                            | Lux et origo                                     | I. Messe während der österl. Zeit                       | Tempore Paschali (Lux et origo)                                                                                   | KGSAI                                                   | Dritte Choralmesse – Lux et origo (KGSA, Nr. 113–116)             |
| II.    | In Festis Solemnibus. 1.                                                                    | Kyrie fons bonitatis                             | II. Messe an den höchsten Festen I.                     | In Sollemnitatibus I (Kyrie, fons bonitatis)                                                                      | KGSAI                                                   |                                                                   |
| III.   | In Festis Solemnibus. 2.                                                                    | Kyrie Deus sempiterne                            | III. Messe an den höchsten Festen 2.                    | In Sollemnitatibus II (Kyrie Deus sempiterne)                                                                     | KGSA (ohne eigenes Ite, missa est)                      |                                                                   |
| IV.    | In Festis Duplicibus. 1.                                                                    | Cunctipotens Genitor Deus                        | IV. Messe an Duplexfesten I.                            | In Festis Apostolorum (Cunctipotens Genitor Deus)                                                                 | KGSAIB                                                  |                                                                   |
| V.     | In Festis Duplicibus. 2.                                                                    | Kyrie magnae Deus potentiae                      | V. Messe an Duplexfesten 2.                             | (Kyrie magnae Deus potentiae)                                                                                     | KGSAI                                                   |                                                                   |
| VI.    | In Festis Duplicibus. 3.                                                                    | Kyrie rex Genitor                                | VI. Messe an Duplexfesten 3.                            | (Kyrie rex Genitor)                                                                                               | KGSAI                                                   |                                                                   |
| VII.   | In Festis Duplicibus. 4.                                                                    | Kyrie Rex splendens                              | VII. Messe an Duplexfesten 4.                           | (Kyrie Rex splendens)                                                                                             | KGSAI                                                   |                                                                   |
| VIII.  | In Festis Duplicibus. 5.                                                                    | De Angelis                                       | VIII. Messe an Duplexfesten 5.                          | (De Angelis) | KGSAIB                                                  | Zweite Choralmesse – Missa de Angelis (KGSAI, Nr. 108–112)        |
| IX.    | In Festis B. Mariae V. 1.                                                                   | Cum Jubilo                                       | IX. Messe an Muttergottesfesten 1.                      | In Festis B.M.V. (Cum Jubilo)                                                                                     | KGSAIB                                                  |                                                                   |
| X.     | In Festis B. Mariae V. 2.                                                                   | Alma Mater                                       | X. Messe an Muttergottesfesten 2.                       | In Memoribus B.M.V. (Alma Mater)                                                                                  | KGSA                                                    |                                                                   |
| XI.    | In Dominicis infra annum                                                                    | Orbis factor                                     | XI. Messe an gewöhnlichen Sonntagen                     | In Dominicis infra annum (Orbis factor)                                                                           | KGSAIB                                                  |                                                                   |
| XII.   | In Festis Semiduplicibus. 1.                                                                | Pater cuncta                                     | XII. Messe an Semiduplexfesten 1.                       | (Pater cuncta) | KGSAI                                                   |                                                                   |
| XIII.  | In Festis Semiduplicibus. 2.                                                                |                                                  | XIII. Messe an Semiduplexfesten 2.                      | (Stelliferi Conditor orbis)                                                                                       | KGSAIB                                                  |                                                                   |
| XIV.   | Infra Octavas quae non sunt de B. Maria Virgine                                             | Jesu Redemptor                                   | XIV. Messe innerhalb nichtmarianischer Oktaven          | (Jesu Redemptor)                                                                                                  | KGSAI                                                   |                                                                   |
| XV.    | In Festis Simplicibus                                                                       | Dominator Deus                                   | XV. Messe an Simplexfesten                              | (Dominator Deus)                                                                                                  | KGSAIB                                                  |                                                                   |
| XVI.   | In Feriis per annum                                                                         |                                                  | XVI. Messe an den Wochentagen des Jahres                | In Feriis per annum                                                                                               | KSAB                                                    |                                                                   |
| XVII.  | In Dominicis Adventus et Quadragesimae                                                      | A: Kyrie salve                                   | XVII. Messe an den Sonntagen der Advent- und Fastenzeit | In Dominicis Adventus et Quadragesimae (Kyrie salve)                                                              | zwei bzw. drei verschiedene Kyrie, KSAB                 | Vierte Choralmesse – Adventus et Quadragesima (KSAI, Nr. 117–120) |
| XVIII. | In Feriis Adventus et Quadragesimae. In Vigiliis, Feriis IV Temporum et in Missa Rogationum | A: Deus genitor alme, B: Ad missam pro defunctis | Messe an den Wochentagen der Advent- und Fastenzeit     | In Feriis Adventus et Quadragesimae et ad Missam pro defunctis (A: Deus genitor alme, B: Ad missam pro defunctis) | zwei verschiedene Kyrie, KSAB, ggf. Requiescant in pace |                                                                   |

### Missa mundi
Aus den Messreihen und Einzelgesängen kann eine beliebige Auswahl getroffen werden (etwa das Kyrie und Sanctus aus der einen, das Gloria und Agnus Dei aus einer anderen Messe), jedoch sollen an Festtagen die schmuckvolleren Melodien bevorzugt werden.
Eine solche Zusammenstellung ist gegen Ende des 20. Jahrhunderts als „Missa mundi“ („auf der ganzen Welt verbreitet“) geläufig geworden. Sie enthält das Kyrie XVI., das Gloria XV., Sanctus XVIII. und Agnus Dei XVIII. Diese Zusammenstellung war erstmals 1965 im Kyriale simplex unter der Bezeichnung „Dispositio I“ zu finden, die Bezeichnung „Missa mundi“ zum ersten Mal im Gotteslob (1975). Im aktuellen Gotteslob steht sie als Erste Choralmesse - Missa mundi unter Nr. 104 bis 107.

### Missa pro defunctis
Zur Messe für Verstorbene („Requiem“) gehören Kyrie, Sanctus und Agnus Dei der XVIII. Choralmesse. Beim Agnus Dei wurde vor der Liturgiereform 1970 eine gegenüber dem Text des Ordinariums abweichende Fassung gesungen, nämlich statt des zweimaligen miserere nobis und des dona nobis pacem dreimal Agnus Dei, qui tollis peccata mundi, dona eis requiem, beim dritten Mal wurde dieser Zeile ein sempiternam zur Bekräftigung angefügt. Seit 1970 sind diese Textänderungen weggefallen. Bekannt sind außer den Ordinariumsteilen die Teile des Propriums in gregorianischer Singweise, besonders der Introitus Requiem aeternam dona eis, Domine.

## Weitere liturgische Gesänge
Den Messreihen gehen in den liturgischen Büchern in der Regel die Gesänge zur Austeilung des Weihwassers vor der heiligen Messe am Sonntag vorauf, das Asperges me und das Vidi aquam für die Sonntage der Osterzeit.
Auf die Messreihen folgen gewöhnlich:
- Credo I. bis Credo IV.
- Cantus ad libitum
  - Kyrie: I. (Clemens Rector), II. (Summe deus), III. (Rector cosmi pie), IV. (Kyrie altissime), V. (Kyrie Conditor omnium), VI. (Te Christe Rex supplices), VII. (Splendor aeterne), VIII. (Firmator sancte), IX. (O Pater excelse), X. (In Dominicis per annum (= oben XI. Orbis factor)), XI. (In Dominicis Adventus et Quadragesimae (= oben XVII. 1.))
  - Gloria I - III., Sanctus I. -III., Agnus I. - II.
  - Missa pro Defunctis (Messe für die Verstorbenen) mit Proprium und Ordinarium; das Ordinarium hat ein eigenes Kyrie, Sanctus und Agnus Dei stammen aus der XVIII. Messe, statt Ite, missa est steht Requiescant in pace (Sie mögen ruhen in Frieden).
- Cantus varii in Ordine Missae occurentes (Akklamationen)
- Modus cantandi Alleluia tempore Paschali secundum octo tonos (Singweisen des Alleluja zur Osterzeit nach den acht Kirchentonarten)